# Liste von Bergen und Erhebungen im Kosovo
Diese Liste zeigt hohe Berge im Kosovo. Die Höhenangabe befindet sich im Klammern.

## GebirgeŠar Planina
- Rudoka (2658 m)
- Koritnik (2393 m)

## GebirgeProkletije
- Gjeravica (2656 m)
- Veternik (2461 m)
- Hajla (2403 m)
- Trekufiri (2366 m)

- Karte mit allen verlinkten Seiten:
- OSM |
- WikiMap